# 삼대광양불고기집
삼대광양불고기집은 광양시에 있는 고기구이 음식점이다. 불고기 요리의 한 종류인 광양 불고기를 전문으로 한다. 이 음식점은 1930년에 설립된 가족 사업체이며, 현재 3대째 운영되고 있다.
이 음식점은 이소은이 일흥식당으로 설립했다. 2대째 주인이 되어서야 광양 불고기를 개발했다. 2대째 주인은 식당 이름을 광양불고기식당으로 변경했다. 1970년대에 이 식당은 일본 관광객들에게 인기를 얻었다. 3대째 주인은 식당 이름을 현재 형태로 변경했다. 이 식당이 광양 불고기를 개발한 후, 다른 지역 식당들도 이 요리를 채택하기 시작했고, 결국 광양과 강하게 연관된 요리가 되었다.
국물이 있는 서울식 불고기와 달리 광양 불고기는 숯불 위 구리 불판에 굽는다.

## 같이 보기
- 대한민국의 오래된 음식점 목록